# 平安女学院大学短期大学部
平安女学院大学短期大学部（日语：／ Heian Jogakuin Daigaku  Tanki Daigakubu *），简称平女短，是過去一所位于日本大阪府高规市的私立短期大学，於2022年停办。

## 概要

### 简介
- 学校最早可以追溯到1875年[1]。短期大学为于1950年开办[1]、由学校法人平安女学院经营。来源于美国传教士的基督教思想[1]、圣公宗系大学在日本之一校。

### 历史
- 1950年 平安女学院短期大学成立并同时设置两个学科即保育科和英文科。校园在京都府京都市上京区。
- 1952年 基督教科成立[2]。
- 1954年 家政科成立[2]。
- 1973年 基督教科变更为基督教学科[2]。
- 1987年校园迁址至大阪府高规市南平台[1]。
- 1989年 家政科分离为三个专攻（衣生活专攻、伙食专攻[注 3]、住生活专攻）[2]。
- 1989年 家政科变更为生活学科[2]。
- 1998年 英文科变更为英语沟通学科[注 5][2]。
- 2000年 基督教科变更为基督教人类学科[注 4][2]。
- 2001年 两个学科即基督教人类学科[注 4]和生活学科各自招生最后[2]。
- 2002年 改校名为平安女学院大学短期大学部[2]。
- 2004年 今年3月31日两个学科即基督教人类学科[注 4]和生活学科各自停办[2]。
- 2009年 英语沟通学科[注 5]变更为外语文化学科[2]。
- 2010年 外语文化学科招生最后[2]。
- 2022年 停办。

### 宪章
- 请参看平安女学院大学短期大学部的标志 （页面存档备份，存于） （日語） 2014年1月17日阅览。

## 学校环境
- 校区：在大阪府高规市

## 历任校长
- 山冈景一郎：现在短期大学校长[3]

## 组织

### 学科
- 保育科

### 前学科
- 外语文化学科[注 1]
- 生活学科[注 2]
  - 衣生活专攻[注 2]
  - 伙食专攻[注 3][注 2]
  - 住生活专攻[注 2]
- 基督教人类学科[注 4][注 2]

### 专科
| - 没有 |

### 业余课程
| - 没有 |

## 知名校友
- 小谷真生子：自由广播员
- 松原千明：女演员

## 相关链接
- 日本短期大学列表
- 平安女学院大学